# Rasura
Rasura là một đô thị ở tỉnh Sondrio trong vùng Lombardia của Italia, có vị trí khoảng 80 km về phía đông bắc của Milano và khoảng 25 km về phía tây nam của Sondrio. Tại thời điểm ngày 31 tháng 12 năm 2004, đô thị này có dân số 297 người và diện tích là 5,5 km².
Rasura giáp các đô thị: Bema, Cosio Valtellino, Pedesina, Rogolo.